# Alfred Danhier

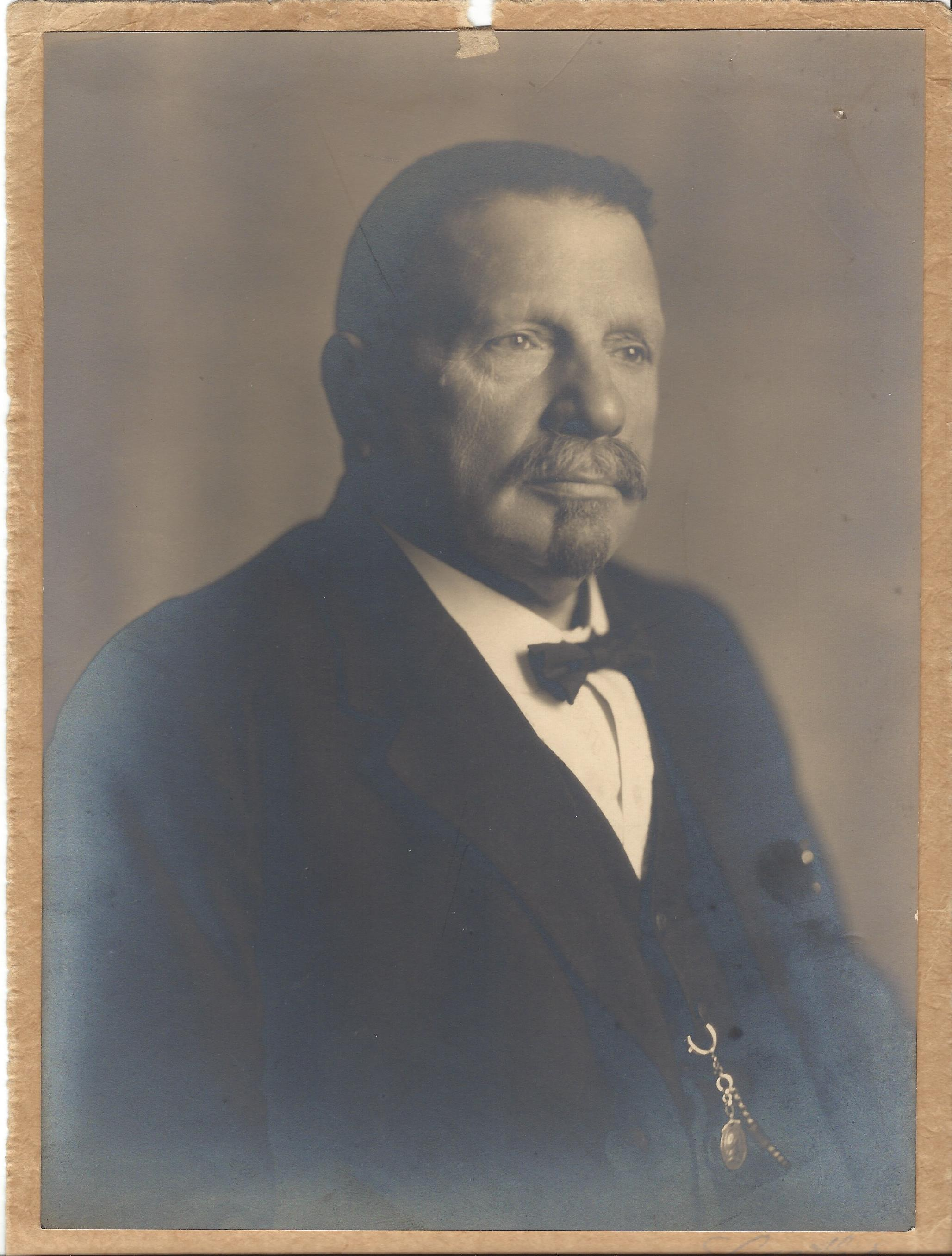
Alfred Danhier

Alfred Danhier (Dour, 5 april 1867 - 19 augustus 1943) was een Belgisch senator en burgemeester.

## Levensloop
Danhier stamde uit een gezin van elf kinderen en werd mijnwerker. Vanaf zijn tiende werkte hij in de Charbonnages Unis de l'Ouest de Mons in Dour.
In september 1895 stond hij met zeven andere mijnwerkers en een timmerman aan de wieg van de socialistische coöperatieve bakkerij Les Socialistes réunis in Petit-Dour, die een dissidentie was van de politiek neutrale coöperatieve Les ouvriers réunis. Danhier werd de directeur van en stichtte een jaar later tevens de mutualiteit Les Solidaires, die werd aangehecht aan Les Socialistes réunis. Door de jaren heen werd aan het geheel eveneens een volkshuis, winkel, fanfare, koor, theaterkring en een bioscoop, brasserie en kiosk toegevoegd. Danhier bleef tot 1938 aan de leiding van Les Socialistes réunis, die in 1922 een fusie aanging van Les ouvriers réunis. Door de Grote Depressie en het faillissement van de Bank van de Arbeid in 1934 moest de coöperatie echter fors bezuinigen en diende ze verschillende activiteiten van de hand te doen.
In 1900 richtte Danhier in Dour een mijnwerkersvakbond op, waarvan hij secretaris-schatbewaarder was. In die hoedanigheid werd hij lid van het bestuurscomité en vanaf 1904 voorzitter van de federatie van mijnwerkersvakbonden in de Borinage en zetelde hij tevens in het bestuur van de Nationale Centrale der Mijnwerkers van België. Vanaf 1903 zetelde Danhier ook in het bestuurscomité van de socialistische federatie van het arrondissement Bergen. Tot 1921 was Danhier schatbewaarder van deze federatie, daarna was hij nog tot 1936 lid van het Uitvoerend Comité van de federatie. Voorts zetelde hij van 1922 tot 1931 als vertegenwoordiger van de mijnwerkersvakbond in de Algemene Raad van de Belgische Werkliedenpartij.
In 1903 werd Danhier voor de BWP verkozen tot gemeenteraadslid van Dour. Van 1908 tot 1921 was hij schepen van de gemeente. Na de gemeenteraadsverkiezingen van 1921, waarbij de socialisten de absolute meerderheid behaalden, werd Danhier burgemeester van Dour, hetgeen hij bleef tot in 1941. Tijdens de Bezetting werd hij door zijn hoge leeftijd afgezet als burgemeester.
In juli 1919 volgde hij de ontslagnemende Henri Rolland op als socialistisch provinciaal senator voor Henegouwen. Hij zetelde zeventien jaar in de Senaat, tot in juli 1936.
Dour heeft een straat die naar hem genoemd is, de rue Alfred Danhier.